# Andreas Georg Friedrich von Katzler
Andreas Georg Friedrich von Katzler (né le 26 janvier 1764 à Grimminghausen et mort le 12 juillet 1834 à Wittenfeld) est un lieutenant général prussien, plus récemment commandant de Dantzig et seigneur de Wittenfelde.

## Biographie

### Origine
Il est un petit-fils du lieutenant général prussien Nikolaus Andreas von Katzler (de). Son père est le major du régiment de cuirassiers "prince de  Prusse" Georg Ludolf von Katzler (de) (1727-1779). Plus récemment, il est maître forestier en chef et seigneur de Steitz et Vessin. Sa mère est Sophie Wilhelmine, née von Versen (1728-1820).

### Carrière militaire
En 1778, Katzler devient junker dans le 8e régiment de hussards von Belling. Dans la guerre de Succession de Bavière, il combat dans les batailles près de Zwickau et Gabel. Le 4 janvier 1780, il est alors cornette et le 10 avril 1784, il est promu sous-lieutenant et participe à la guerre de la première coalition. Il combat dans la bataille de Kaiserslautern et les batailles de Schwalm, Hasnon, Coutiche, Weidenthal, Kirrweiler (de) et Edesheim. À la suggestion de son commandant de l'époque Blücher, Katzler reçoit le 23 août 1793 l'ordre Pour le Mérite. Pendant ce temps, il est promu le 7 septembre 1793 premier Lieutenant et le 29 mai 1794 maître adjoint d'état-major. Après la guerre, Katzler est promu le 24 février 1798 Rittmeister et chef d'escadron. Le 24 août 1799, il est ensuite transféré au 3e régiment de hussards «von Schulz (de)». En mai 1805, il est promu par brevet du 30 mai 1805. Pendant la guerre de la quatrième coalition, il combat à Maxen, mais doit capituler à Ratkau.
Le 4 octobre 1808, Katzler est nommé commandant du régiment de hussards de Haute-Silésie, mais il est déjà retiré le 5 décembre 1808 et est affecté au commandement du 2e régiment d'uhlans. Le 10 mars 1809, il devient le régiment d'uhlans prussien-occidental. Elle est suivie d'une promotion au grade de lieutenant-colonel le 14 mars 1813. Pendant les guerres de libération, Katzler rejoint le corps de York en tant que chef de l'avant-garde. Il combat à Lützen, pour lequel Katzler reçoit l'Ordre de Saint-Vladimir de 3e classe et la croix de fer de 2e classe, et à Bautzen. Lors de la bataille de Möckern, il est gravement blessé. Katzler s'est rétabli et participe aux batailles de la Katzbach (croix de fer de première classe), Leipzig, Laon et Paris. Il combat également à Brina, Reichenbach, Haynau, Löwenberg, Bunzlau, Hochkirch et Bischofswerda. Avec son corps d'armée, il force le passage à Wartenburg et combat à La Chaussée, à Châlons, à Château-Thierry, à Montmirail, à Mery et à Claye.
Le 25 juin 1813, Katzler devient colonel, et dès le 8 décembre 1813, il est promu major général par brevet du 12 décembre 1813. Mais sa santé a beaucoup souffert. Par conséquent, Katzler démissionne du 1er régiment d'uhlans le 19 janvier 1814. Pour cela, il reçoit l'Ordre suédois de l'épée. Le 23 mai 1815, il devient commandant de brigade de la cavalerie de réserve du 4e corps d'armée et le 13 juillet 1815, commandant de brigade. Pour cela, il reçoit un cadeau de 2000 talers le 3 octobre 1815. Le 30 mars 1818, Katzler devient lieutenant général, et le 3 avril 1820, premier commandant de Dantzig et commandant de la 2e division d'infanterie. Le 13 juin 1825, il reçoit une pension d'adieu et l'Ordre de l'Aigle rouge de 1re classe.
Katzler prend sa retraite dans son domaine de Wittenfeld, où il meurt le 12 juillet 1834 et est enterré le 18 juillet 1834

### Famille
Il épouse Frederike von Goeckingk (née le 12 août 1768 et morte le 3 septembre 1813), comtesse von Lichnowsky divorcée, à Berlin le 23 septembre 1805. Elle était fille du général von Goeckingk. Le couple a plusieurs enfants:
- Maximilien Ernst Wilhelm (né le 4 juin 1806 et mort le 23 août 1865), sous-lieutenant
- Pauline Karoline Philippine Antonie Georgine (née le 16 juin 1808 et morte le 9 décembre 1882) marié à Ernst Friedrich Leopold von Münchow (né le 10 janvier 1801 et mort le 12 août 1887[1]), sous-lieutenant
- Hermine Léonide Klothilde (née le 30 juin 1811 et mort le 9 octobre 1816)